# Umami

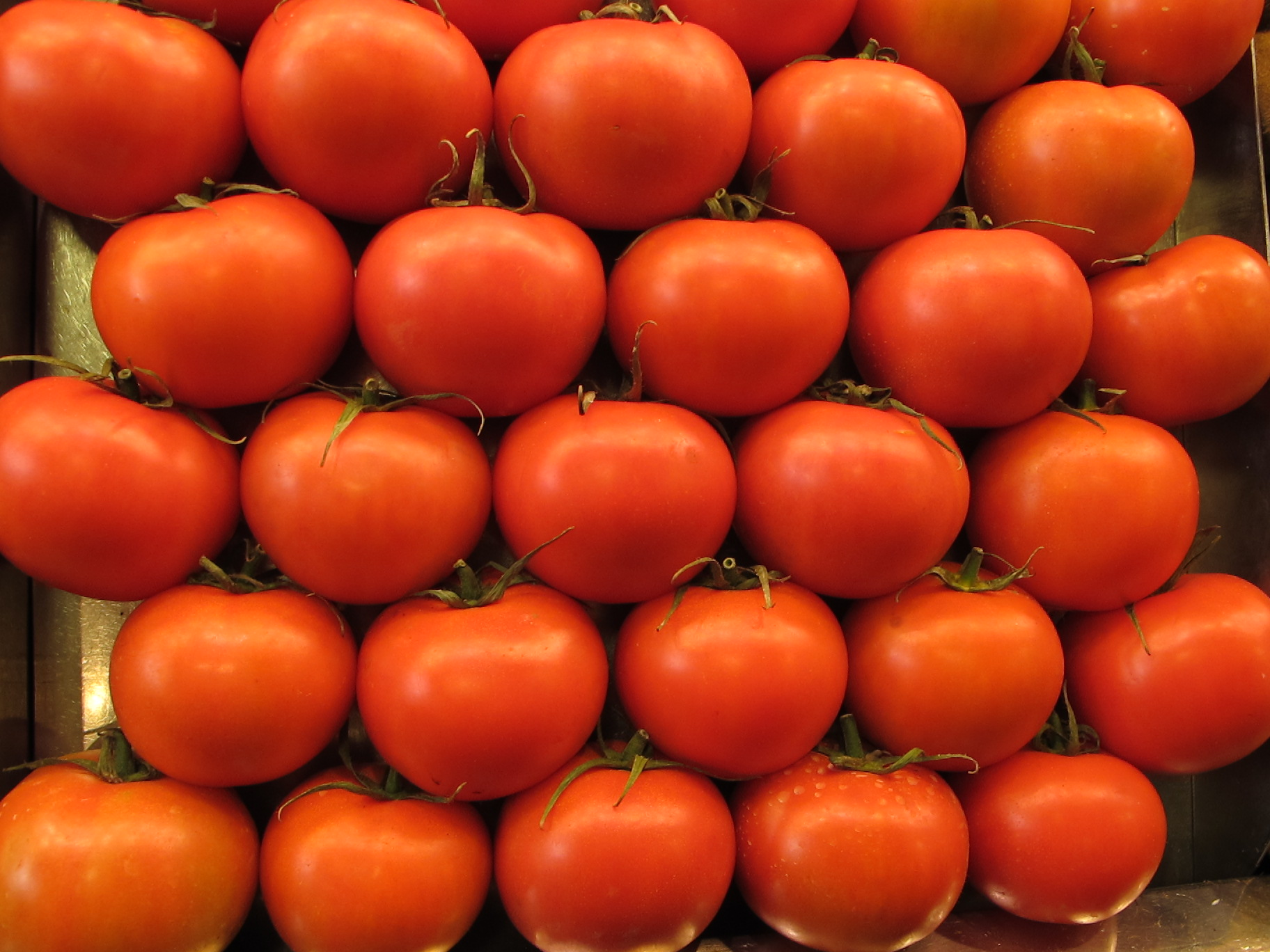
Cà chua chín giàu chất tạo vị umami

Umami (tiếng Nhật: 旨味,旨み,うまみ), thường được gọi là vị ngọt thịt, là một trong năm vị cơ bản cùng với vị ngọt, chua, đắng và mặn. 
Umami là một từ mượn từ chữ tiếng Nhật umami (うま味) có nghĩa là "vị ngon ".
Giáo sư Kikunae Ikeda chọn cụm từ đặc biệt này từ umai (うまい) "ngon" và mi (味) "vị". Từ "旨味" (chỉ vị) trong chữ kanji được sử dụng với một ý nghĩa bao quát hơn, khi nói về một loại thực phẩm cụ thể có hương vị thơm ngon.

## Khái quát
Trong một thời gian dài, các nhà khoa học vẫn tranh cãi rằng liệu umami có thực sự là một vị cơ bản hay không; nhưng vào năm 1985, tại Hội thảo khoa học quốc tế về vị Umami lần đầu tiên ở Hawaii, thuật ngữ Umami chính thức được công nhận là thuật ngữ khoa học để mô tả vị của glutamat và nucleotide. Hiện nay, umami được công nhận rộng rãi như là vị cơ bản thứ năm. Umami là vị của amino acid L-glutamat và 5’-ribonucleotide như guanosin monophosphat (GMP) và inosin monophosphat (IMP). Mặc dù umami có thể được mô tả như vị "nước dùng" hoặc "ngọt thịt" với cảm giác vị kéo dài, gây tiết nước bọt và lan tỏa khắp lưỡi, nhưng vẫn không dễ để dịch từ "umami" ra các ngôn ngữ khác. Từ umami vẫn được giữ nguyên trong tất cả các ngôn ngữ phổ biến, bao gồm tiếng Anh, tiếng Tây Ban Nha, tiếng Pháp, v.v... Cảm giác về vị umami là do sự phát hiện anion carboxylat của glutamat trong các tế bào thụ thể chuyên biệt có trên lưỡi người và động vật. Tác dụng cơ bản của vị umami là khả năng tạo vị hài hòa và làm tròn vị tổng thể của món ăn. Umami làm gia tăng rõ rệt vị ngon của nhiều loại thực phẩm khác nhau (theo bài tổng quan của Beauchamp, 2009). Glutamat ở dạng axit (axit glutamic) ít tạo được vị umami; trong khi đó, các muối của axit glutamic, được biết đến như glutamat, có thể dễ dàng ion hóa và mang đến vị umami đặc trưng. GMP và IMP gia tăng cường độ vị của glutamat.

## Khám phá vị umami

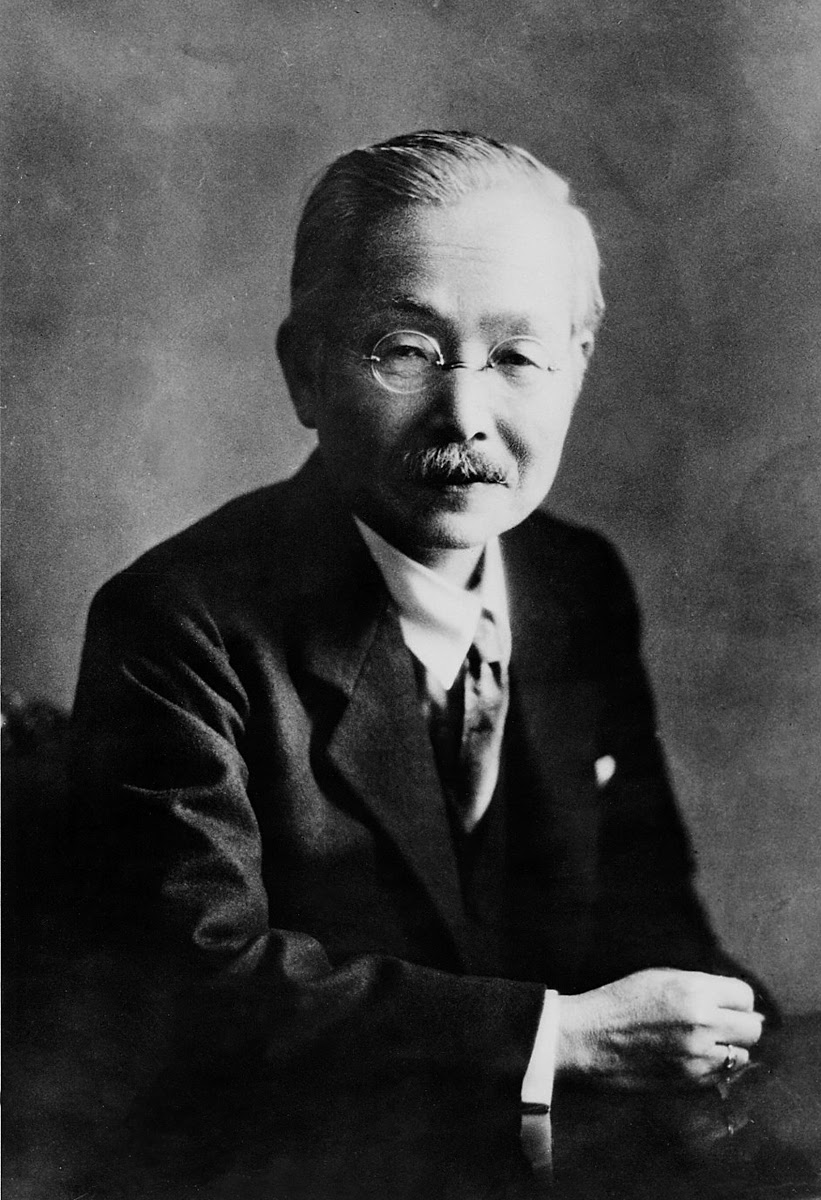
Kikunae Ikeda

Glutamat có một lịch sử lâu đời trong nấu ăn. Nước mắm lên men từ ruột cá (garum), giàu glutamat, đã được sử dụng trong thời La Mã cổ đại. Vào cuối những năm 1800, đầu bếp Escoffier Auguste, người sáng lập một nhà hàng mang tính cách mạng, sang trọng quyến rũ bậc nhất Paris, đã tạo ra các món ăn kết hợp umami với vị mặn, chua, ngọt và đắng. Tuy nhiên, ông không biết nguồn gốc hóa học cho tính chất vị độc đáo này.
Umami không được nhận biết đúng đắn cho đến khi được khám phá vào năm 1908 bởi nhà khoa học Kikunae Ikeda, một giáo sư của Đại học Hoàng gia Tokyo. Ông phát hiện ra rằng glutamat chính là thành phần tạo ra vị ngon của nước dùng nấu từ tảo bẹ kombu. Ông nhận thấy rằng vị của kombu dashi (nước dùng nấu từ tảo bẹ kombu) rất khác biệt so với vị ngọt, chua, đắng và mặn, nên đặt tên vị này là umami.
Sau đó, vào năm 1913, một học trò của giáo sư Ikeda là Shintaro Kodama, đã phát hiện ra rằng cá ngừ khô bào mỏng có chứa một chất tạo vị umami khác. Đó là ribonucleotide IMP. Vào năm 1957, Akira Kuninaka nhận ra rằng ribonucleotide GMP có trong nấm đông cô cũng mang vị umami. Một trong những phát hiện quan trọng nhất của Kuninaka là hiệu ứng cộng hưởng giữa ribonucleotide và glutamat. Theo đó, khi các loại thực phẩm giàu glutamat được kết hợp với các thành phần có ribonucleotide, sẽ tạo ra cường độ vị cao hơn cường độ vị tổng hợp của hai thành phần.
Hiệu ứng cộng hưởng này của vị umami đưa ra lời giải thích cho nhiều cặp thực phẩm cổ điển, trước hết là nguyên nhân tại sao người Nhật làm dashi với tảo bẹ kombu và cá ngừ khô bào mỏng, và sau đó là nhiều món ăn khác nhau như: người Trung Quốc thêm tỏi tây và cải thảo vào súp gà, người Scotland cũng tương tự với món súp thịt gà và tỏi tây, và người Ý kết hợp pho mát Parmesan với nước xốt cà chua và nấm. Cảm giác vị umami của những thành phần này hòa trộn vào nhau sẽ tạo ra vị nổi trội hơn vị riêng lẻ của từng thành phần.

## Đặc tính của vị umami
Umami có tính chất dịu nhẹ nhưng kéo dài và khó mô tả. Nó gây ra sự tiết nước bọt và tạo cảm giác gợn trên bề mặt lưỡi, kích thích cổ họng, vòm miệng và phía sau vòm miệng (theo nhận xét của Yamaguchi, 1998). Vị umami không ngon một cách tự thân, mà nó làm cho nhiều loại thực phẩm khác trở nên hấp dẫn, đặc biệt khi thực phẩm đó có mùi hương hài hòa. Nhưng cũng như các vị cơ bản khác, ngoại trừ vị ngọt của đường, umami chỉ ngon trong phổ nồng độ tương đối hẹp.
Cường độ vị umami tối ưu cũng phụ thuộc vào lượng muối, và đồng thời, nhưng thực phẩm ít muối có thể duy trì vị ngon với hàm lượng vị umami thích hợp. Thực tế, Roinien và các cộng sự cho thấy mức độ ngon miệng, cường độ vị và độ mặn lý tưởng của súp ít muối sẽ cao hơn khi súp có vị umami, trong khi đó, súp ít muối thiếu vị umami thì không ngon bằng.
Đối với một số nhóm dân cư, chẳng hạn như những người cao tuổi, vị umami sẽ có ích cho họ vì cảm giác về mùi vị của những người này đã kém do tuổi tác và do điều trị. Việc mất cảm nhận mùi vị có thể dẫn tới tình trạng suy dinh dưỡng, làm tăng nguy cơ bệnh tật.

## Thực phẩm giàu umami
Nhiều thực phẩm giàu umami được tiêu thụ hằng ngày. Glutamat xuất hiện tự nhiên trong thịt và rau củ; trong khi đó, inosinat chủ yếu có trong thịt và guanylat có trong rau củ. Do đó, vị umami phổ biến trong các thực phẩm chứa hàm lượng cao L-glutamat, IMP và GMP, đáng kể nhất là trong các loại cá, sò, thịt ướp muối, rau củ (ví dụ: nấm, cà chua chín, cải thảo, cải bó xôi, cần tây v.v…) hoặc trà xanh và các sản phẩm lên men và sản phẩm để lâu năm (ví dụ: pho mát, mắm tôm, nước tương, v.v…).
Con người thường nếm vị umami lần đầu tiên là từ sữa mẹ. Sữa mẹ có vị umami gần giống như nước dùng.
Có một vài sự khác biệt giữa nước dùng của các quốc gia khác nhau. Dashi của người Nhật Bản cho cảm giác vị umami tinh khiết vì không nấu từ thịt. Trong dashi, L-glutamat được chiết xuất từ tảo bẹ kombu (Laminaria japonica) và inosinat từ cá ngừ khô bào mỏng (katsuobushi) hoặc cá mòi khô (niboshi). Ngược lại, nước dùng của người phương Tây hay Trung Quốc có vị phức tạp hơn vì chứa hỗn hợp các amino acid từ xương, thịt và rau củ.

## Thụ thể cảm nhận vị
Tất cả nụ vị giác trên lưỡi và các vùng khác trong miệng có thể nhận biết vị umami mà không phụ thuộc vào vị trí của chúng. Bản đồ lưỡi, trong đó các vị khác nhau được cảm nhận phân bổ tại các vùng khác nhau của lưỡi là một quan niệm sai lầm phổ biến. Các nghiên cứu sinh hóa đã xác định rằng các thụ thể cảm nhận vị đảm nhận cảm giác về umami, bao gồm một dạng biến đổi của mGluR4, mGluR1 và thụ thể cảm nhận vị loại 1 (T1R1 + T1R3), và tất cả được tìm thấy trong nụ vị giác từ bất kỳ vùng nào trên lưỡi. Học viện Khoa học New York đã chứng thực sự tồn tại của các thụ thể này, họ cho rằng "Các nghiên cứu sinh học phân tử gần đây đã xác định những "ứng cử viên nổi trội" cho các thụ thể umami, bao gồm protein dị phân tử T1R1/T1R3, các thụ thể glutamate hướng chuyển hóa mất đoạn loại 1 và loại 4 và mGluR4 não bộ. Các thụ thể này thiếu hầu hết miền ngoại bào đầu N (mGluR4 vị giác và mGluR1 mất đoạn)." Các thụ thể mGluR1 và mGluR4 đặc trưng cho glutamate, trong khi đó T1R1 + T1R3 tham gia trong hiệu ứng cộng hưởng được Akira Kuninaka mô tả vào năm 1957. Tuy nhiên, vai trò cụ thể của mỗi loại thụ thể trong tế bào nụ vị giác vẫn chưa rõ ràng. Chúng thuộc nhóm thụ thể bắt cặp với protein G (GPCRs) (GPCRs) với các phân tử tín hiệu tương tự bao gồm beta-gamma protein G, PLCb2 và PI3 - trung gian giải phóng calci (Ca2+) từ bọng nội bào. Ca2+ được giải phóng sẽ kích hoạt kênh vận chuyển cation một cách chọn lọc cho melastatin tiềm năng số 5 (TrpM5) dẫn đến sự khử cực màng và giải phóng ATP cùng sự tiết ra các chất dẫn truyền thần kinh bao gồm serotonin. Các tế bào phản ứng với kích thích vị umami không có synap điển hình, nhưng ATP sẽ giúp truyền tín hiệu vị giác tới các dây thần kinh vị giác rồi đến não để phân tích và nhận diện các vị.

## Chú giải
1. ↑  "What is umami?". The Umami Information Center. Bản gốc lưu trữ ngày 26 tháng 7 năm 2011. Truy cập ngày 9 tháng 3 năm 2012.
2. ↑  "You say savory, I say umami". Bản gốc lưu trữ ngày 26 tháng 9 năm 2011. Truy cập ngày 9 tháng 3 năm 2012.
3. ↑  Heidi Blake (ngày 9 tháng 2 năm 2010). "Umami in a tube: 'fifth taste' goes on sale in supermarkets". The Daily Telegraph. Truy cập ngày 10 tháng 2 năm 2011.
4. ↑  "Cambridge Advanced Learner's Dictionary". Cambridge University Press. Truy cập ngày 1 tháng 1 năm 2011.
5. ↑  "Merriam-Webster English Dictionary". Merriam-Webster, Incorporated. Truy cập ngày 1 tháng 1 năm 2011.
6. ↑  Jim Breen. "EDICT's entry for umami". Truy cập ngày 31 tháng 12 năm 2010.
7. ↑  Y. Kawamura and M.R. Kare, biên tập (1987). Umami: A basic taste,. New York,NJ: Marcel Dekker.
8. ↑  Yamaguchi S, Kumiko N (2000). "Umami and Food Palatability". Journal of Nutrition. Quyển 130 số 4. tr. 921S – 26S. PMID 10736353.
9. 1 2  Thomas E. Finger, biên tập (2009). International Symposium on Olfaction and Taste, Volume 1170. Hoboken,NJ: The Annals of the New York Academy of Sciences.
10. 1 2  Chandrashekar, Jayaram; Hoon, Mark A.; Ryba, Nicholas J. P.; Zuker, Charles S. (ngày 16 tháng 11 năm 2006). "The receptors and cells for mammalian taste". Nature. Quyển 444 số 7117. tr. 288–294. doi:10.1038/nature05401. ISSN 1476-4687. PMID 17108952.
11. ↑  Beauchamp G (2009). "Sensory and receptor responses to umami: an overview of pioneering work". Am J Clin Nutr. Quyển 90 số 3. tr. 723S – 7S. doi:10.3945/ajcn.2009.27462E. PMID 19571221.
12. ↑  Yasuo, Toshiaki; Kusuhara, Yoko; Yasumatsu, Keiko; Ninomiya, Yuzo (tháng 10 năm 2008). "Multiple receptor systems for glutamate detection in the taste organ". Biological & Pharmaceutical Bulletin. Quyển 31 số 10. tr. 1833–1837. doi:10.1248/bpb.31.1833. ISSN 0918-6158. PMID 18827337.
13. ↑  Lehrer, Jonah (2007). Proust was a neuroscientist. Boston: Houghton Mifflin Co. ISBN 978-0-618-62010-4. OCLC 85624019.
14. ↑  Smriga, Miro; Mizukoshi, Toshimi; Iwahata, Daigo; Eto, Sachise; Miyano, Hiroshi; Kimura, Takeshi; Curtis, Robert I. (tháng 8 năm 2010). "Amino acids and minerals in ancient remnants of fish sauce (garum) sampled in the "Garum Shop" of Pompeii, Italy". Journal of Food Composition and Analysis (bằng tiếng Anh). Quyển 23 số 5. tr. 442–446. doi:10.1016/j.jfca.2010.03.005.
15. ↑  Sweet, Sour, Salty, Bitter... and Umami, NPR
16. ↑  Ikeda, Kikunae (tháng 11 năm 2002). "New seasonings". Chemical Senses. Quyển 27 số 9. tr. 847–849. doi:10.1093/chemse/27.9.847. ISSN 0379-864X. PMID 12438213.
17. ↑  Kodama S (1913). Journal of the Chemical Society of Japan. Quyển 34. tr. 751. {{Chú thích tạp chí}}: |title= trống hay bị thiếu (trợ giúp)
18. ↑  Kuninaka A (1960). Journal of the Agricultural Chemical Society of Japan. Quyển 34. tr. 487–492. {{Chú thích tạp chí}}: |title= trống hay bị thiếu (trợ giúp)
19. 1 2  Yamaguchi S (1998). "Basic properties of umami and its effects on food flavor". Food Reviews International. Quyển 14 số 2&3. tr. 139–176. doi:10.1080/87559129809541156.
20. ↑  Uneyama, Hisayuki; Kawai, Misako; Sekine-Hayakawa, Yuki; Torii, Kunio (2009). "Contribution of umami taste substances in human salivation during meal". The journal of medical investigation: JMI. Quyển 56 Suppl. tr. 197–204. doi:10.2152/jmi.56.197. ISSN 1349-6867. PMID 20224181.
21. ↑  Edmund Rolls (2009). "Functional neuroimaging of umami taste: what makes umami pleasant?". The American Journal of Clinical Nutrition. Quyển 90 số supplement. tr. 804S – 813S. doi:10.3945/ajcn.2009.27462R. PMID 19571217.
22. ↑  Yamaguchi S, Takahashi; Takahashi, Chikahito (1984). "Interactions of monosodium glutamate and sodium chloride on saltiness and palatability of a clear soup". Journal of Food Science. Quyển 49. tr. 82–85. doi:10.1111/j.1365-2621.1984.tb13675.x.
23. ↑  Roininen, K.; Lähteenmäki, L.; Tuorila, H. (tháng 9 năm 1996). "Effect of umami taste on pleasantness of low-salt soups during repeated testing". Physiology & Behavior. Quyển 60 số 3. tr. 953–958. doi:10.1016/0031-9384(96)00098-4. ISSN 0031-9384. PMID 8873274.
24. ↑  Yamamoto, Shigeru; Tomoe, Miki; Toyama, Kenji; Kawai, Misako; Uneyama, Hisayuki (tháng 9 năm 2009). "Can dietary supplementation of monosodium glutamate improve the health of the elderly?". The American Journal of Clinical Nutrition. Quyển 90 số 3. tr. 844S – 849S. doi:10.3945/ajcn.2009.27462X. ISSN 1938-3207. PMID 19571225.
25. ↑  Ninomiya K (1998). "Natural Occurance". Food Reviews International. Quyển 14 số 2&3. tr. 177–211. doi:10.1080/87559129809541157.
26. ↑  Agostoni, C.; Carratù, B.; Boniglia, C.; Riva, E.; Sanzini, E. (tháng 8 năm 2000). "Free amino acid content in standard infant formulas: comparison with human milk". Journal of the American College of Nutrition. Quyển 19 số 4. tr. 434–438. doi:10.1080/07315724.2000.10718943. ISSN 0731-5724. PMID 10963461.
27. ↑  Chaudhari, N.; Landin, A. M.; Roper, S. D. (tháng 2 năm 2000). "A metabotropic glutamate receptor variant functions as a taste receptor". Nature Neuroscience. Quyển 3 số 2. tr. 113–119. doi:10.1038/72053. ISSN 1097-6256. PMID 10649565.
28. ↑  Nelson, Greg; Chandrashekar, Jayaram; Hoon, Mark A.; Feng, Luxin; Zhao, Grace; Ryba, Nicholas J. P.; Zuker, Charles S. (ngày 14 tháng 3 năm 2002). "An amino-acid taste receptor". Nature. Quyển 416 số 6877. tr. 199–202. doi:10.1038/nature726. ISSN 0028-0836. PMID 11894099.
29. ↑  San Gabriel, A.; Uneyama, H.; Yoshie, S.; Torii, K. (tháng 1 năm 2005). "Cloning and characterization of a novel mGluR1 variant from vallate papillae that functions as a receptor for L-glutamate stimuli". Chemical Senses. Quyển 30 Suppl 1. tr. i25–26. doi:10.1093/chemse/bjh095. ISSN 1464-3553. PMID 15738140.
30. ↑  Kinnamon SC (2011). "Taste receptor signaling -from tongues to lungs". Acta Physiol. tr. no–no. doi:10.1111/j.1748-1716.2011.02308.x. PMID 21481196.
31. ↑  Pérez, Cristian A.; Huang, Liquan; Rong, Minqing; Kozak, J. Ashot; Preuss, Axel K.; Zhang, Hailin; Max, Marianna; Margolskee, Robert F. (tháng 11 năm 2002). "A transient receptor potential channel expressed in taste receptor cells". Nature Neuroscience. Quyển 5 số 11. tr. 1169–1176. doi:10.1038/nn952. ISSN 1097-6256. PMID 12368808.
32. ↑  Zhang, Yifeng; Hoon, Mark A.; Chandrashekar, Jayaram; Mueller, Ken L.; Cook, Boaz; Wu, Dianqing; Zuker, Charles S.; Ryba, Nicholas J. P. (ngày 7 tháng 2 năm 2003). "Coding of sweet, bitter, and umami tastes: different receptor cells sharing similar signaling pathways". Cell. Quyển 112 số 3. tr. 293–301. doi:10.1016/s0092-8674(03)00071-0. ISSN 0092-8674. PMID 12581520.
33. ↑  Dando R, Roper SD (2009). "Cell-to-cell communication in intact taste buds through ATP signalling from pannexin 1 gap junction hemichannels". J Physiol. Quyển 587 số 2. tr. 5899–906. doi:10.1113/jphysiol.2009.180083.
34. ↑  Roper SD (2007). "Signal transduction and information processing in mammalian taste buds". Pflügers Archiv. Quyển 454 số 5. tr. 759–76. doi:10.1007/s00424-007-0247-x. PMID 17468883.
35. ↑  Clapp, Tod R.; Yang, Ruibiao; Stoick, Cristi L.; Kinnamon, Sue C.; Kinnamon, John C. (ngày 12 tháng 1 năm 2004). "Morphologic characterization of rat taste receptor cells that express components of the phospholipase C signaling pathway". The Journal of Comparative Neurology. Quyển 468 số 3. tr. 311–321. doi:10.1002/cne.10963. ISSN 0021-9967. PMID 14681927.
36. ↑  Iwatsuki, Ken; Ichikawa, Reiko; Hiasa, Miki; Moriyama, Yoshinori; Torii, Kunio; Uneyama, Hisayuki (ngày 9 tháng 10 năm 2009). "Identification of the vesicular nucleotide transporter (VNUT) in taste cells". Biochemical and Biophysical Research Communications. Quyển 388 số 1. tr. 1–5. doi:10.1016/j.bbrc.2009.07.069. ISSN 1090-2104. PMID 19619506.